# Monarca de les Kai
El monarca de les Kai (Symposiachrus leucurus) és un ocell de la família dels monàrquids (Monarchidae).

## Hàbitat i distribució
Habita els boscos de les illes Kai.